# Mesut Kurtis
Mesut Kurtis (in turco : Mesut Kurtiş) (Skopje, 31 luglio 1981) è un cantante macedone naturalizzato turco.

## Contesto e istruzione
Kurtis è nato a Skopje, Macedonia del Nord. I suoi genitori sono turchi. Ha studiato al College di Skopje ed è venuto nel Regno Unito in giovane età per proseguire gli studi. Si è laureato in Scienze Umane, legge islamica e Giurisprudenza presso l'Istituto europeo di scienze umane dell'Università del Galles.
Kurtis proviene da una famiglia di studiosi e religiosi. Suo padre e suo nonno parlavano correntemente l'arabo classico.

## Carriera
Kurtis ha mostrato un forte interesse per i nasheed islamici fin dalla più giovane età. Si è unito a diversi gruppi di nasheed in Macedonia che si sono esibiti a livello locale e hanno fatto anche diverse visite internazionali, comprese le esibizioni in Turchia e nei luoghi vicini. La sua musica è influenzata dagli stili sufi, musica classica turca, araba ed europea.
Nel maggio 2004 è uscito il suo album di debutto Salawat, prodotto dalla Awakening Records, con canzoni che combinano l'arabo, il turco e l'inglese. È stato ben accolto dagli ascoltatori musulmani di tutto il mondo dopo il suo primo video musicale, Al-Burdah, girato nelle isole al largo della Turchia.
Nel giugno 2009, il suo secondo album Beloved è stato pubblicato. Il 7 luglio 2014 è uscito il suo terzo album Tabassam.
Kurtis canta in arabo, inglese, macedone e turco. Parla correntemente cinque lingue.

## Attività filantropiche
- Il 14 aprile 2012, Kurtis ha partecipato al concerto di beneficenza "Send A Little Hope" organizzato dalla Awakening Music e dall'organizzazione Save An Orphan presso l'Hammersmith Apollo di Londra con Hamza Namira, Irfan Makki, Maher Zain e Raef per sensibilizzare l'opinione pubblica e raccogliere donazioni.[11] Più di 175.000 sterline sono state donate quella notte.[12]

## Discografia

### Album
| Titolo       | Dettagli dell'album                                                                                         |
| ------------ | --- |
| Salawat      | Pubblicato il : 1º maggio 2004 Etichetta discografica : Awakening Music Piattaforme : CD, Download digitale |
| Beloved      | Pubblicato il : 25 giugno 2009 Etichetta discografica : Awakening Music Piattaforme : CD, Download digitale |
| Tabassam     | Pubblicato il : 7 luglio 2014 Etichetta discografica : Awakening Music Piattaforme : CD, Download digitale  |
| Balaghal Ula | Pubblicato nel : 2019 Etichetta discografica : Awakening Music Piattaforme : Download digitale              |

## Videografia
- 2007: Burdah
- 2009: Beloved
- 2012: Sevgili
- 2014: Rouhi Fidak
- 2014: Aşkınla Yansın Özüm
- 2019: Balaghal Ula